# Ponte di via delle Valli
Il ponte di via delle Valli (comunemente chiamato ponte delle Valli) è un viadotto-cavalcavia facente parte di via delle Valli, a Roma, strada urbana di grande scorrimento che collega i quartieri Monte Sacro e Trieste tra piazza Conca d'Oro e piazza Gondar, sovrappassando il fiume Aniene, il raccordo ferroviario merci Roma Smistamento - Roma Tiburtina  e le due ferrovie Firenze-Roma (sia la linea storica che quella ad alta velocità), nonché la tangenziale Est.

## Descrizione
Il 16 gennaio 1963 a mezzogiorno il cavalcavia fu inaugurato insieme a tutta la strada, con il taglio di due nastri alle sue estremità, uno a piazza della Conca d'Oro e l'altra in piazza Gondar, distanti circa 820 m tra di esse.
Sotto il cavalcavia passano la linea ferroviaria FL1, la ferrovia Firenze-Roma e il fiume Aniene.

## Trasporti
|  | È raggiungibile dalle stazioni di Roma Nomentana e Val D'Ala. |